# Tjaša Jančar
Tjaša Jančar (* 6. April 1995 in Koper) ist eine slowenische Volleyball- und Beachvolleyballspielerin.

## Karriere Halle
Jančar spielte von 2012 bis 2014 Hallenvolleyball beim heimischen OK Luka Koper in der slowenischen Liga.

## Karriere Beach
Jančar spielte von 2011 bis 2016 mit verschiedenen Partnerinnen (u. a. Dajana Lucas, Kaja Turk und Nina Lovšin) Beachvolleyball, vorwiegend auf europäischen Jugendturnieren. 2017 bildete sie ein Duo mit Tjaša Kotnik. Jančar/Kotnik kamen bei den CEV-Satellite-Turnieren in Ljubljana, Satu Mare und Baku jeweils in die Top Ten und gewannen das nationale Turnier in St. Johann im Pongau. Auf der FIVB World Tour 2017/18 wurden sie im Winter zunächst Neunte in Sydney (2 Sterne) und traten bei den Turnieren in Den Haag (4 Sterne) und Fort Lauderdale (5 Sterne) an. Wegen einer Rückenverletzung musste Jančar anschließend einige Turniere absagen. Im Sommer 2018 nahmen Jančar/Kotnik am 5-Sterne-Turnier in Gstaad teil, wurden Neunte in Ljubljana und gewannen im August ein MEVZA-Turnier in Portorož sowie eine Woche später das 1-Stern-Turnier in Siófok. Auf der World Tour 2019 wurden sie zunächst Vierte in Boracay (1 Stern), bevor sie auf den 2-Sterne-Turnieren in Nantong und Nanjing zweistellige Platzierungen hatten. In Qidong und Zhongwei (2 Sterne) wurden sie jeweils Neunte und in Ljubljana (1 Stern) Fünfte. Auf nationaler Ebene siegten sie bei den Turnieren in Innsbruck und Graz und wurden Dritte in Cesenatico sowie Zweite in Wolfurt. In ihrer gemeinsamen Zeit wurden Jančar/Kotnik außerdem dreimal slowenische Meisterinnen.
2020 spielte Jančar lediglich auf zwei Turnieren, wieder mit Nina Lovšin. 2021 war Klara Kregar ihre Partnerin.